# Stypandra
Stypandra är ett släkte av grästrädsväxter. Stypandra ingår i familjen grästrädsväxter.
Kladogram enligt Catalogue of Life:
| Stypandra | \| \| Stypandra glauca \| \| \| \| \| \| Stypandra jamesii \| \| \| \| |
|           | \| \| Stypandra glauca \| \| \| \| \| \| Stypandra jamesii \| \| \| \| |
|           | Stypandra glauca                                                       |
|           |                                                                        |
|           | Stypandra jamesii                                                      |
|           |                                                                        |

## Bildgalleri

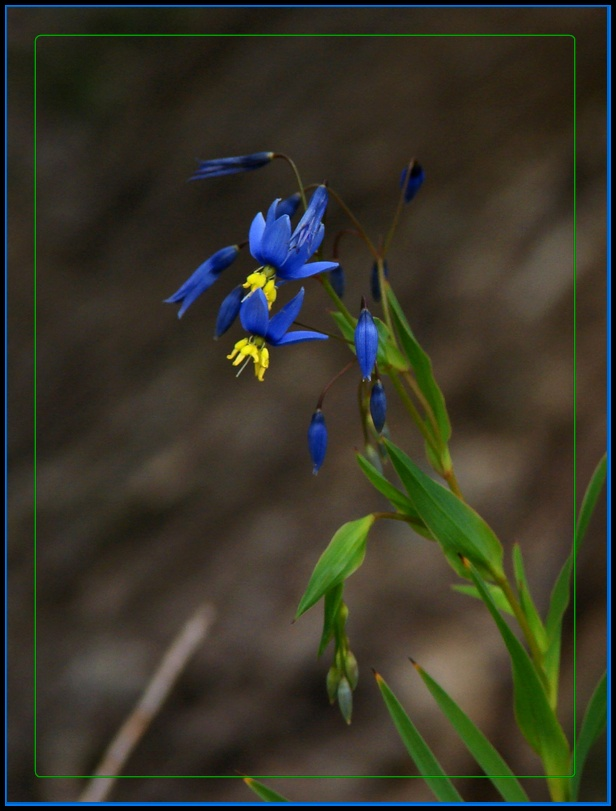